# Список национальных парков Казахстана
Государственный национальный природный парк — особо охраняемая природная территория со статусом природоохранного и научного учреждения, предназначенная для сохранения биологического и ландшафтного разнообразия, использования в природоохранных, эколого — просветительных, научных, туристских и рекреационных целях уникальных природных комплексов и объектов государственного природно-заповедного фонда, имеющих особую экологическую, научную, исторически-культурную и рекреационную ценность.
Первый национальный парк (Баянаульский) в Казахстане был основан в 1985 году. Основная идея создания национальных парков — сохранение уникальных уголков дикой природы при обеспечении для людей возможности доступа к ним.

## Список национальных парков
В данной таблице национальные парки расположены в хронологическом порядке их организации.
| #  | Изображение    | Название                                                        | Год создания | Площадь, га | Область                                            |
| -- | -------------- | --------------------------------------------------------------- | ------------ | ----------- | -------------------------------------------------- |
| 1  |                | Баянаульский государственный национальный природный парк        | 1985         | 68 452,8    | Павлодарская область                               |
| 2  |                | Иле-Алатауский государственный национальный природный парк      | 1996         | 199 621     | Алматинская область                                |
| 3  |                | Государственный национальный природный парк «Алтын-Эмель»       | 1996         | 307 653,35  | Жетысуская область                                 |
| 4  |                | Государственный национальный природный парк «Кокшетау»          | 1996         | 182 076     | Акмолинская область и Северо-Казахстанская область |
| 5  |                | Каркаралинский государственный национальный природный парк      | 1998         | 112 120     | Карагандинская область                             |
| 6  |                | Государственный национальный природный парк «Бурабай»           | 2000         | 129 484,88  | Акмолинская область                                |
| 7  |                | Катон-Карагайский государственный национальный природный парк   | 2001         | 643 477     | Восточно-Казахстанская область                     |
| 8  |                | Чарынский государственный национальный природный парк           | 2004         | 127 050     | Алматинская область                                |
| 9  |                | Сайрам-Угамский государственный национальный природный парк     | 2006         | 149 037,1   | Туркестанская область                              |
| 10 |                | Государственный национальный природный парк «Кольсайские озёра» | 2007         | 161 045     | Алматинская область                                |
| 11 |                | Жонгар-Алатауский государственный национальный природный парк   | 2010         | 356 022     | Жетысуская область                                 |
| 12 | Гора Жаушокы-2 | Государственный национальный природный парк «Буйратау»          | 2011         | 88 968      | Акмолинская область и Карагандинская область       |
| 13 |                | Государственный национальный природный парк «Тарбагатай»        | 2018         | 143 550,5   | Абайская область                                   |
| 14 |                | Государственный национальный природный парк «Улытау»            | 2022         | 58 912      | Улытауская область                                 |
| а  |                | Государственный национальный природный парк «Мерке»             | планируется  |             | Жамбылская область                                 |